# Ida Fink
Ida Fink (Zbaraż, 1921. november 1. – Tel-Aviv, 2011. szeptember 27.) lengyel–izraeli író, műveinek fő témája a holokauszt. A New York-i National Jewish Book Center a száz legfontosabb zsidó író közé sorolta.

## Élete
Galíciai értelmiségi családban született, az apja orvos volt, az édesanyja tanár. A lwówi konzervatórium hallgatója volt. A második világháború idején, 1942–43-ban a zbarażi gettóban élt. Hamis papírokat szerzett, és sikerült megszöknie a húgával együtt, akivel a háború végéig bujkáltak. Vidéken, paraszti környezetben élték túl a megpróbáltatásokat. 1948-ban férjhez ment (férjének az egész családja odaveszett egy koncentrációs táborban). 1957-ben Izraelbe emigrált, Holonban telepedett le, itt könyvtárosként dolgozott. A jeruzsálemi Jad Vasem Intézet számára készített interjúkat lengyel holokauszt-túlélőkkel. Később Ramat Avivban élt, Tel-Avivban halt meg, 2011. szeptember 27-én.

## Munkássága
Az 1950-es években kezdte el az élményeit novellákban feldolgozni. 1971-től közzétette a történeteit. Fink valamennyi művét lengyelül írta, 1976-ban jelent meg első elbeszéléskötete héber fordításban, 1983-ban lengyelül, majd 1989-ben angolul. Tagja volt az Izraeli Lengyel Írók Szövetségének. A munkáit (többek között) angol, dán, francia, holland, német, norvég, ukrán, olasz nyelvre fordították le.
Magyarul Elúszó kert címmel jelent meg 2005-ben egy novellaválogatása. A művei finom vázlatok, amelyek önéletrajzi részleteket tartalmaznak a holokauszt időszakából. 1985-ben Anna Frank-díjjal tüntették ki.

## Művei (válogatás)
- Ślady (Nyomok)
- Podróż (Az utazás)
- Odpływający ogród (Elúszó kert, novelláskötet)
- Wiosna 1941 (1941 tavasza)
- Skrawek czasu (Egy darabka idő)

### Magyarul
- Elúszó kert; ford. Éles Márta et al.; Múlt és Jövő, Bp., 2005[9]

## Film
Az 1941 tavasza könyve alapján, 2008-ban brit-izraeli-lengyel filmet készített Uri Barbash.

## Díjai
- Anna Frank-díj (1985)
- a Jad Vasem Intézet Buchmann-díja (1995)[6]
- Alberto Morvavia-díj (1996)
- Izrael Irodalmi Díja (2008)[8]